# Абдулов, Александр Гавриилович
Алекса́ндр Гаврии́лович Абду́лов (29 мая 1953, Тобольск, Тюменская область, СССР — 3 января 2008, Москва, Россия) — советский и российский актёр театра, кино и телевидения, певец, кинорежиссёр, сценарист и телеведущий; народный артист РСФСР (1991).

## Биография
Александр Абдулов родился 29 мая 1953 года в Тобольске Тюменской области в театральной семье. В 1956 году семья вернулась в Фергану.
Впервые на театральную сцену Александр Абдулов вышел в пятилетнем возрасте в спектакле «Кремлёвские куранты» Ферганского драматического театра: по словам Абдулова, у его героя был диалог с Лениным. Однако к актёрской карьере Александр не стремился — в школе занимался спортом, получил звание кандидата в мастера спорта СССР по фехтованию, увлекался музыкой. В пионеры, по собственным словам, не был принят, так как «посчитал себя недостойным этого».
После окончания школы Абдулов по настоянию отца пытался поступить в театральное училище имени Щепкина, но неудачно. Вернувшись из Москвы, поступил на факультет физкультуры Ферганского государственного педагогического института. Одновременно работал в театре у отца рабочим сцены. Через год поступил в ГИТИС на курс Иосифа Раевского.

### Работа в театре
В 1975 году (по другим данным,[каким?] в 1974 году) главный режиссёр Московского театра имени Ленинского комсомола («Ленкома») Марк Захаров пригласил Александра Абдулова в труппу, отметив его игру в дипломном спектакле. Абдулову была предложена главная роль лейтенанта Плужникова в спектакле по повести Бориса Васильева «В списках не значился». За эту роль он был удостоен премии «Театральная весна».
С тех пор вся дальнейшая театральная карьера Абдулова была неразрывно связана с «Ленкомом». В числе его самых известных театральных работ — роль в знаменитом спектакле «Юнона и Авось». За роль в спектакле «Варвар и еретик» (по роману Достоевского «Игрок») он удостоился «Хрустальной Турандот», премии «Фонда К. С. Станиславского», а также был отмечен грамотой Международного театрального фонда имени Е. Леонова.
В 1993 году Александр Абдулов организовал и возглавил фестиваль «Задворки», большая часть доходов от которого направлялась на благотворительные цели. Так, например, силами Абдулова и коллектива театра «Ленком», а также приглашёнными на фестиваль известными эстрадными артистами и рок-музыкантами была отреставрирована и передана Русской православной церкви церковь Рождества Богородицы в Путинках, которая находится рядом с театром.

### Работа в кино
С начала 1970-х годов Абдулов начал сниматься в кино. Его дебют состоялся в 1973 году, когда он, ещё будучи студентом, сыграл эпизодическую роль морского пехотинца Козлова в фильме Михаила Пташука «Про Витю, про Машу и морскую пехоту».
В 1974 году впервые снялся в главной роли в короткометражном фильме «Вера и Фёдор» (Режиссер Виталий Васильевич Гоннов, оператор Борис (Йен) Лазаревич Лисицкий). В общей сложности снялся в 112 фильмах.
Известность к нему пришла лишь после роли Медведя в телевизионном фильме «Обыкновенное чудо» (1978), снятом Марком Захаровым по одноимённой пьесе Евгения Шварца. Следующей успешной ролью была в мелодраме Павла Арсенова по пьесе Александра Володина «С любимыми не расставайтесь» (1979), в которой Абдулов играл главную мужскую роль — Митю, а главную женскую роль исполнила его супруга — Ирина Алфёрова.
Исполнил роли Никиты в «Карнавале» Татьяны Лиозновой, Робера в эксцентричном детективе Аллы Суриковой «Ищите женщину», Ивана в «Чародеях». Снимался в комедиях («Самая обаятельная и привлекательная», «За прекрасных дам!», «Формула любви», «Тот самый Мюнхгаузен»), в драмах («Храни меня, мой талисман», «Леди Макбет Мценского уезда», «Над тёмной водой»), в историко-костюмных лентах («Гардемарины, вперёд!»), в криминально-приключенческих («Тайны мадам Вонг») и детективных («Десять негритят») картинах.
Много снимался в фильмах Марка Захарова и Сергея Соловьёва. В 1991 году началось сотрудничество Абдулова с Виктором Сергеевым, и их первый фильм, плутовской детектив «Гений», вошёл в число лидеров видеопроката отечественных фильмов; в криминальной мелодраме «Странные мужчины Семёновой Екатерины» вместе с Александром Абдуловым снялись Наталья Фиссон и Андрей Соколов.
Сыграл роль Коровьева в телесериале 2005 года «Мастер и Маргарита» Владимира Бортко.

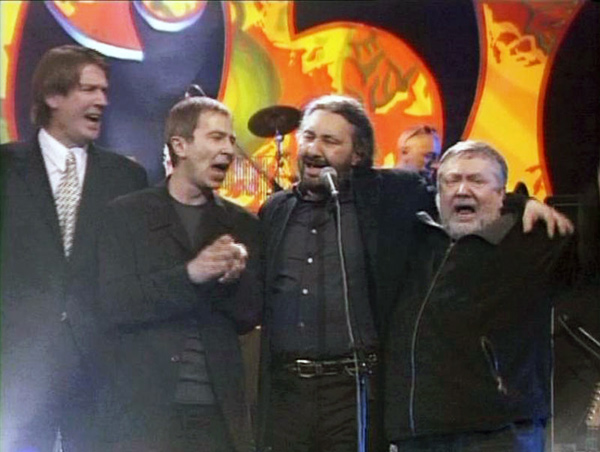
2001 год. Юбилейный концерт группы «Цветы». Песня «Мы желаем счастья вам». На фото Александр Абдулов, Алексей Романов, Стас Намин, Сергей Соловьёв.

В 2000 году состоялся режиссёрский дебют Александра Абдулова в игровом кино. Он снял мюзикл «Бременские музыканты & Co» по мотивам известной сказки. Ранее, в 1990 году, им был снят полудокументальный фильм «Задворки 3, или Храм должен остаться храмом».
При участии Абдулова был возрождён Московский международный кинофестиваль, генеральным директором которого он был в течение нескольких лет, начиная с 1995 года.
В 2006 начал работу над новой экранизацией романа Алексея Толстого «Гиперболоид инженера Гарина», где должен был исполнить главную роль, однако завершить не успел.

### Работа на телевидении
Был соведущим «Голубого огонька» (1986). 25 октября 1991 года участвовал в 50-м, юбилейном выпуске капитал-шоу «Поле чудес», и одержал победу. В суперигре он не смог выполнить задание, но по решению ведущего Владислава Листьева суперприз (пылесос) остался у Абдулова.
В 1998 году в паре с бывшей супругой Ириной Алфёровой провёл несколько первых выпусков музыкального конкурса «Звёзды XXI века» на «РТР».
В 2004 году был соведущим Ксении Назаровой в телеигре «Естественный отбор» на телеканале «REN-TV».

### Политика
В 2005 году принял участие в выборах главы городского округа Домодедово (Московская область). Был зарегистрирован как самовыдвиженец. В ходе выборов снял свою кандидатуру.

### Болезнь и смерть
В конце августа 2007 года Абдулов был прооперирован в севастопольской 1-й городской больнице по поводу прободной язвы. Через несколько часов после операции у него начались серьёзные проблемы с сердцем. Шесть суток провёл в реанимации, после чего его отправили в Московский кардиоцентр имени Бакулева. Перелёт негативно сказался на организме, через три дня наступило резкое ухудшение.
В начале сентября Абдулов прибыл в Израиль, где в клинике «Ихилов» ему диагностировали четвёртую (неизлечимую) стадию рака лёгкого. Как израильские, так и российские врачи пришли к мнению, что рак лёгкого возник из-за многолетнего курения.
23 сентября команды «Локомотива» и московского «Спартака» вышли на футбольное поле перед матчем в футболках с изображением Александра Абдулова и надписью «Верим в победу!».
В последний раз на публике актёр появился 13 декабря 2007 года, когда президент России Владимир Путин на торжественной церемонии в Кремле вручил ему орден «За заслуги перед Отечеством» IV степени.
Скончался 3 января 2008 года в 07:20 в Центре сердечно-сосудистой хирургии имени Бакулева на 55-м году жизни. 5 января в театре «Ленком» прошли гражданская панихида и прощание. Отпевание состоялось в Церкви Рождества Богородицы в Путинках на Малой Дмитровке. Похоронен на центральной аллее Ваганьковского кладбища в Москве (участок № 2). На могиле установлен монумент из десятитонного белого камня.

## Семья и личная жизнь
Отец — Гавриил Данилович Абдулов (1908—1980), советский театральный деятель, режиссёр и актёр. Похоронен в Фергане (Узбекистан).
Мать — Людмила Александровна Абдулова (Крайнова) (1920—2017), работала в театре костюмером-гримёром. Похоронена рядом с сыном Робертом на кладбище посёлка Егорий Ивановской области.
Два старших брата: единоутробный брат от первого брака матери Роберт Крайнов (1940 — 4 декабря 2011) и Владимир Гавриилович Абдулов (1947—1980; убит хулиганами). Роберт похоронен рядом с матерью на кладбище посёлка Егорий Ивановской области. Владимир похоронен рядом с отцом в Фергане (Узбекистан).
Единокровный брат Юрий Абдулов (4 декабря 1932 — 24 мая 2007), после войны отцу Абдулова сообщили, что его первая жена и сын пропали без вести, поэтому он женился второй раз.
В студенческие годы состоял в отношениях с Татьяной Лейбель (род. 1946), эстрадной танцовщицей, заслуженной артисткой РСФСР.
Первая жена (1976—1993) — Ирина Ивановна Алфёрова (род. 1951), актриса (были венчаны). Падчерица — Ксения Алфёрова (род. 1974) — дочь Алфёровой от первого брака с гражданином Болгарии Бойко Гюровым.
Вторая жена (2006—2008) — Юлия Николаевна Абдулова, в девичестве Мешина (род. 1975), юрист. Дочь — Евгения (род. 21 марта 2007).

## Творчество

### Актёр театра
«Ленком»
- 1975 — «В списках не значился» Б. Васильева; режиссёр М. Захаров — лейтенант Плужников
- 1976 — «Звезда и смерть Хоакина Мурьеты» А. Рыбникова; режиссёр М. Захаров — Хоакин
- 1976 — «Гамлет» У. Шекспира; режиссёр А. Тарковский — Марцелл
- 1979 — «Жестокие игры» А. Арбузова — Никита
- 1981 — «Юнона и Авось» А. Рыбникова; режиссёр М. Захаров — Фернандо Лопес / человек театра / пылающий еретик
- 1983 — «Оптимистическая трагедия» Вс. Вишневского — Сиплый
- 1984 — «Дорогая Памела» Дж. Патрика
- 1986 — «Диктатура совести» М. Шатрова — Верховенский
- 1986 — «Гамлет» У. Шекспира; режиссёр Г. Панфилов — Лаэрт
- 1989 — «Поминальная молитва» Г. Горина — Менахем-Мендл
- 1990 — «Школа для эмигрантов» Д. Липскерова — Трубецкой
- 1997 — «Варвар и еретик» (по «Игроку» Достоевского) — Алексей Иванович
- 2005 — «Затмение» (по «Пролетая над гнездом кукушки») — Макмерфи (также режиссёр спектакля)
- 2007 — «Женитьба» — Кочкарёв (играл в премьерных показах спектакля)
- «Всё проходит»
- «Школа с театральным уклоном»
- «Плач палача» — палач

### Актёр кино
- 1973 — Возле этих окон… — Саша, молодой моряк
- 1973 — Про Витю, про Машу и морскую пехоту — десантник Козлов
- 1974 — Москва, любовь моя — жених (нет в титрах)
- 1974 — Вера и Фёдор (к/м) — Фёдор (роль озвучил Андрей Невраев)
- 1976 — Золотая речка — Борис Рогов
- 1976 — Семьдесят два градуса ниже нуля — Лёнька Савостиков
- 1976 — 12 стульев — Эрнест Павлович Щукин, инженер
- 1977 — Аленький цветочек — чудовище / принц
- 1977 — Побег из тюрьмы — Николай Бауман
- 1978 — Обыкновенное чудо — Медведь
- 1978 — Красавец-мужчина — Пьер
- 1978 — Двое в новом доме — Сергей
- 1978 — Всё решает мгновение — Варенцов, первый тренер Нади
- 1979 — Место встречи изменить нельзя — Лошак, водитель в банде «Чёрная кошка»
- 1979 — Тот самый Мюнхгаузен — Генрих Рамкопф, любовник баронессы
- 1979 — С любимыми не расставайтесь — Митя
- 1979 — Молодость (выпуск № 2, новелла «Зелёная куколка») — Смит
- 1980 — Сицилианская защита — Евгений Борисович Волков, сотрудник музея, реставратор
- 1981 — Факты минувшего дня — Григорий Гаврилов
- 1981 — Женщина в белом — Уолтер Хартрайт
- 1981 — Карнавал — Никита
- 1982 — Ищите женщину — Робер де Шаранс
- 1982 — Чародеи — Иван Сергеевич Пухов
- 1982 — Предчувствие любви — Сергей
- 1982 — Суббота и воскресенье (к/м) — папа
- 1982 — Дом, который построил Свифт — Ричард Симпсон, доктор
- 1982 — Этот фантастический мир. Выпуск 7 — пришелец / актёр
- 1983 — Поцелуй — поручик Лобытко
- 1983 — Рецепт её молодости — Грегор
- 1984 — Формула любви — Жакоб, подручный графа Калиостро, кучер
- 1984 — Два гусара — Сашка
- 1985 — Самая обаятельная и привлекательная — Володя Смирнов
- 1985 — В поисках капитана Гранта — Боб Дёготь (роль озвучил Алексей Инжеватов)
- 1985 — Страховой агент — Виссарион Булкин
- 1986 — Сошедшие с небес — Сергей
- 1986 — Храни меня, мой талисман — Митя Климов
- 1986 — Тайны мадам Вонг — Доул
- 1986 — Весёлая хроника опасного путешествия — Шалом
- 1987 — Десять негритят — Энтони Марстон
- 1987 — Гардемарины, вперёд! — Василий Фёдорович Лядащев
- 1987 — Филёр — Иван
- 1988 — Убить дракона — Ланцелот
- 1989 — Чёрная роза — эмблема печали, красная роза — эмблема любви — Владимир
- 1989 — За прекрасных дам! — Гена
- 1989 — Леди Макбет Мценского уезда — Серёжа
- 1989 — Руанская дева по прозвищу Пышка — господин Тота, прусский офицер
- 1990 — Сукины дети — Игорь Гордынский
- 1990 — Живая мишень — Юра
- 1990 — Униженные и оскорблённые — Маслобоев
- 1990 — Анекдоты — Василий Кутузов
- 1990 — Задворки 3, или Храм должен оставаться храмом (фильм-концерт)
- 1991 — Гений — Сергей Владимирович Ненашев
- 1991 — Дело Сухово-Кобылина — Кречинский
- 1991 — Осада Венеции — князь Бадрицкий
- 1991 — Дом под звёздным небом — Жора, сантехник
- 1992 — Странные мужчины Семёновой Екатерины — Игорь
- 1992 — Над тёмной водой — Лев
- 1992 — Официант с золотым подносом — Лёша Удальцов, официант (главная роль)
- 1992 — Сумасшедшая любовь — Виктор Шумский, журналист
- 1992 — Золото — ландскнехт Андреас
- 1993 — Я виноват — Виктор Иванович
- 1993 — Настя — Владимир Иванович Тетерин, префект округа
- 1993 — Грех. История страсти — монах Сергей
- 1993 — Тюремный романс — Артынов
- 1994 — Простодушный — де Сент-Пуанж
- 1994 — Кофе с лимоном — Валерий Островский
- 1995 — Чёрная вуаль — Андрей Яковлевич Рокшин
- 1995 — Первая любовь — Беловзоров
- 1995 — Крестоносец — камео
- 1997 — Шизофрения — Иван Голубчик («Немой»)
- 1999 — Женская собственность — Сазонов
- 2000 — Рождественская мистерия — кукольник
- 2000 — Тихие омуты — Антон Михайлович Каштанов, академик
- 2000 — Бременские музыканты & Co — Шут / Сказочник
- 2001 — Фаталисты — Клиффорд Линдс
- 2001 — Next. Следующий (телесериал) — Фёдор Палыч Лавриков («Лавр»)
- 2001 — Жёлтый карлик — Владимир Жаровский, писатель
- 2002 — Ледниковый период — Игорь Клепко, подполковник милиции
- 2002 — Next 2 (телесериал) — Фёдор Палыч Лавриков («Лавр»)
- 2002 — О’кей! — Аркадий Синихин, художник
- 2003 — Тартарен из Тараскона — Безюке, аптекарь
- 2003 — А поутру они проснулись — Мрачный
- 2003 — Next 3 — Фёдор Палыч Лавриков («Лавр»)
- 2003 — О любви — Григорий Степанович Смирнов
- 2004 — Я тебя люблю — Александр Казаков, бизнесмен, воздыхатель Александры Ордынцевой
- 2004 — Фабрика грёз — Авшаров
- 2005 — Дело о «Мёртвых душах» — Ноздрёв
- 2005 — Адъютанты любви — адмирал Нельсон
- 2005 — Мастер и Маргарита — Фагот-Коровьев
- 2006 — Парк советского периода — приятель Зимина
- 2007 — Ленинград (телесериал) — Чигасов
- 2007 — Артистка — Александр Босякин
- 2007 — Маршрут (телесериал) — Тембот
- 2007 — Свадьба. Дело. Смерть — князь
- 2007 — Капкан — Михаил Григорьевич Волобуев
- 2007 — Ниоткуда с любовью, или Весёлые похороны — Алик
- 2007 — Лузер — Дмитрий
- 2008 — Из пламя и света… — Михаил Васильевич Арсеньев
- 2009 — Анна Каренина — Стива Облонский (премьера фильма состоялась после смерти актёра)
- 2010 — Правосудие волков — писатель Володя (премьера фильма состоялась после смерти актёра)

#### Телеспектакли
- 1978 — Капитанская дочка — Пётр Гринёв
- 1982 — Гренада — «Весёлый»
- 1983 — Юнона и Авось (телеспектакль) — пылающий еретик / Фернандо Лопес / жених Кончиты / человек от театра
- 1985 — Дорогая Памела — Брэд
- 1988 — Карманный театр
- 1988 — Диктатура совести — Верховенский
- 1993 — Поминальная молитва — Менахем-Мендл
- 2005 — Варвар и еретик (телеспектакль) — Алексей Иванович

### Актёр озвучивания
- 1982 — Женатый холостяк — Сергей Горелов (роль Игоря Янковского)
- 2007 — Капкан — Михаил Волобуев в молодости (роль Станислава Бондаренко)

### Режиссёр кино
- 1990 — Задворки 3, или Храм должен оставаться храмом (фильм-концерт)
- 2000 — Бременские музыканты & Co
- 2007 — Лузер (совместно с Владимиром Фатьяновым)

### Сценарист
- 1990 — Задворки 3, или Храм должен оставаться храмом (фильм-концерт)
- 1997 — Шизофрения (совместно с Евгением Козловским и Виктором Сергеевым)
- 2000 — Бременские музыканты & Co (участие)
- 2007 — Лузер (совместно с Владимиром Фатьяновым и Игорем Афанасьевым)

### Продюсер
- 1997 — Шизофрения
- 2000 — Бременские музыканты & Co
- 2007 — Лузер

### Песни
- «Ах, утону я в Западной Двине…» (музыка Эдуарда Артемьева, слова Геннадия Шпаликова) из фильма «Гений»
- «Новогодние подарки» (музыка Виктора Дорохина, слова Любови Воропаевой)
- «Рок-сорняк» (музыка Павла Овсянникова, слова Валерия Сауткина)
- «Абдулла» (музыка и слова Игоря Николаева)
- «Двенадцать дней» (музыка Игоря Николаева, слова Андрея Вознесенского)
- «Улица Случайная» (музыка Дмитрия Данина, слова Алексея Лысенко), дуэт с Азизой
- «Мои друзья» (музыка Дмитрия Данина, слова Александра Елина)[35]
- «Без дублёра» (музыка Дмитрия Журбинского (Жарова), слова Владимира Вишневского)
- «Посвящение друзьям» (музыка и слова Якова Когана)
- «Представь себе» (музыка Евгения Крылатова, слова Леонида Дербенёва), из фильма «Чародеи»
- «Песенка Шалома» (музыка Александра Басилая, слова Юрия Ряшенцева), из фильма «Весёлая хроника опасного путешествия»
- «Рассвет, закат» (музыка Юрия Маликова и Владимира Преснякова, слова Владимира Лугового), дуэт с Аллой Пугачёвой
- «Если б мы знали» (музыка Романа Майорова, слова Михаила Пляцковского), дуэт с Ириной Муравьёвой
- «Памяти актёров» (музыка и слова Татьяны Марковой)
- «Юбилейная» (музыка Алексея Саулина, слова Валерия Белоцерковского)
- «Песня шута» (музыка Геннадия Гладкова, слова Юрия Энтина) из фильма «Бременские музыканты & Co»
- «Маскарад» (музыка Павла Овсянникова, слова Юрия Энтина)
- «Песня о сказке» (музыка Полада Бюль-бюль оглы, слова Алексея Дидурова)

### Книги
- Абдулов А. Г. Хочу остаться легендой. — Зебра-Е, 2008. — 400 с. — (Актёрская книга). — ISBN 978-5-17-054368-7.
- Ефимова З. П. Александр Абдулов. — М.: Союз кинематографистов СССР, 1985.— 32 с., илл.

## Признание и награды
Государственные награды и звания:
- «Мастер спорта СССР» (фехтование)[8]
- «Заслуженный артист РСФСР» (24 июня 1986) — за заслуги в области советского театрального искусства[36]
- «Народный артист РСФСР» (28 ноября 1991) — за большие заслуги в области искусства[37]
- Благодарность Президента Российской Федерации (11 июля 1996) — за активное участие в организации и проведении выборной кампании Президента Российской Федерации в 1996 году[38]
- орден Почёта (25 августа 1997) — за большие заслуги в развитии театрального искусства[39]
- Благодарность Президента Российской Федерации (16 сентября 2002) — за большой вклад в развитие театрального искусства[40]
- орден «За заслуги перед Отечеством» IV степени (6 августа 2007) — за большой вклад в развитие театрального искусства и многолетнюю творческую деятельность[41][42]

Профессиональные награды, премии и общественное признание:
| Год  | Премия       | Номинация                                     | Фильм                               | Результат | Примечание |
| ---- | ------------ | --------------------------------------------- | ----------------------------------- | --------- | ---------- |
| 1991 | Ника         | Лучший актёр второго плана                    | Сукины дети, Дом под звёздным небом | Номинация |            |
| 2008 | Ника         | За выдающийся вклад в российский кинематограф | н/д                                 | Победа    | посмертно  |
| 2008 | Золотой орёл | Лучшая мужская роль второго плана             | Артистка                            | Победа    | посмертно  |

- Премия «Театральная весна» — за роль лейтенанта Плужникова в спектакле «В списках не значился»
- Премия «Хрустальная Турандот» (1997) — за роль в спектакле «Варвар и еретик»
- Премия Фонда К. С. Станиславского — за роль в спектакле «Варвар и еретик»
- Театральная премия «Чайка» («ТВ-6», 1997)
- Диплом за лучшую мужскую роль в фильме «Шизофрения» (V Всероссийский кинофестиваль «Виват кино России!», 1997)
- Продюсерская премия «Золотой Овен» — «Человеку кинематографического года» («Кинотавр», 1998)
- Грамота Международного театрального фонда имени Е. Леонова — за роль в спектакле «Варвар и еретик»
- Приз за лучшую мужскую роль в фильме «Тихие омуты» (Фестиваль комедийных фильмов в Новгороде, 2000)
- Приз «Золотая подкова» за режиссуру фильма «Бременские музыканты & Co» (Фестиваль фильмов о любви в Доме Ханжонкова, 2001)
- Приз «Лучший актёр сериала» за роль в сериале «Next» по результатам голосования зрителей на XI кинофестивале «Виват кино России!» (2003)[46];
- Приз «Странник» (Международная ассоциация фантастов в Санкт-Петербурге)
- Премия «Лучший актёр года» на кинофестивале «Русское зарубежье» (за роль в фильме «Ниоткуда с любовью, или Весёлые похороны», 2008)

## Память

Могила Александра Абдулова на Ваганьковском кладбище Москвы

- 29 мая 2009 года на могиле Александра Абдулова на Ваганьковском кладбище был открыт памятник, который представляет собой глыбу серо-белого гранита, с левого края которой возвышается белый мраморный крест. В глыбу вмонтирована плита с изображением Абдулова. Фото взято с кинопроб на роль Ланцелота в фильме Марка Захарова «Убить дракона». Буквы с именем Александра Абдулова выложены в виде ступенек, уходящих вверх. Автор памятника — скульптор Владимир Матюхин. Главная идея оформления принадлежит вдове Юлии Абдуловой и его близкому другу Леониду Ярмольнику[47].
- В 2014 году был открыт памятник Александру Абдулову в Ханты-Мансийске.
- В 2021 году на проспекте Ахмеда аль-Фергани (Фергана), в двухэтажном доме, где вырос Александр Абдулов, была установлена памятная табличка в его честь.

Творчеству и памяти актёра посвящены документальные фильмы и телепередачи:
- «Александр Абдулов. „Самый обаятельный и привлекательный“» («Первый канал», 2007)[48]
- «Александр Абдулов. „Роман с жизнью“» («ТВ Центр», 2009)[49]
- «Александр Абдулов. „С тобой и без тебя“» («Первый канал», 2013)[50][51]
- «Александр Абдулов. „Выдумщик“» («Первый канал», 2013)[52]
- «Александр Абдулов. „Последний день“» («Звезда», 2015, 2021)[53][54]
- «Александр Абдулов. „Легенды кино“» («Звезда», 2017)[55]
- «Александр Абдулов и Ирина Алфёрова. „Свадьба и развод“» («ТВ Центр», 2017)[56]
- «Александр Абдулов. „С любимыми не расставайтесь“» («Первый канал», 2018)[57][58]
- «Последний проигрыш Александра Абдулова» («ТВ Центр», 2019)[59]
- «Александр Абдулов. „Жизнь на большой скорости“» («Первый канал», 2019)[60]
- «Александр Абдулов. „Жизнь без оглядки“» («ТВ Центр», 2021)[61]